# QHS (film)
Pour plus de détails, voir Fiche technique et Distribution.
QHS (On the Yard) est un film américain réalisé par Raphael D. Silver, sorti en 1978.

## Synopsis
Le quotidien de prisonniers, placés sous haute sécurité, fait de trafics, d'intimidations et de débrouilles.

## Fiche technique
- Tire français : QHS
- Titre original : On the Yard
- Réalisation : Raphael D. Silver
- Scénario : Malcolm Braly, d'après son roman éponyme
- Musique : Charles Gross
- Photographie : Alan Metzger
- Montage : Evan A. Lottman
- Production : Joan Micklin Silver
- Société de production et de distribution : Midwest Films
- Pays :  États-Unis
- Langue : Anglais
- Format : Couleur - Mono - 35 mm - 1.85:1
- Genre : Drame
- Durée : 97 min

## Distribution
- John Heard : Paul Juleson
- Thomas G. Waites : Chilly
- Mike Kellin : Red
- Richard Bright (VF : Gérard Boucaron) : Nunn
- Joe Grifasi (VF : Éric Chevalier) : Morris
- Lane Smith (VF : Gérard Boucaron) : Le capitaine Blake
- Richard Hayes : Stick
- Hector Troy : Gasolino
- Dominic Chianese (VF : Claude Joseph) : Mendoza
- Richard Jamieson : Carpenter
- Tom Toner (VF : Claude Joseph) : Warden
- Ron Faber (VF : Claude Joseph) : William Manning
- David Clennon : Le psychiatre
- Don Blakely : Tate
- J.C. Quinn : Luther
- James Remar : Larson
- Eddie Jones : Olson